# Borja (Saragossa)
Borja ist eine spanische Kleinstadt und eine Gemeinde (municipio) mit 5.191 Einwohnern (Stand: 2024) im Nordwesten der Provinz Saragossa der Autonomen Region Aragonien. Der nordspanische Jakobsweg (Camino de Santiago de Soria) führt durch die Gemeinde.

## Lage
Borja liegt knapp 65 km (Fahrtstrecke) nordwestlich der Provinzhauptstadt Saragossa in einer Höhe von etwa 450 m. Die Stadt Soria in der gleichnamigen altkastilischen Nachbarprovinz befindet sich etwa 90 km westlich. Die Kleinstadt wird überragt von einem imposanten Felsen (Cerro de la Corona). Zur Gemeinde gehört auch der ca. 6 km nordwestlich gelegene Weiler (pedanía) El Santuario de Misericordia. Das Klima ist gemäßigt bis warm; Regen (ca. 450 mm/Jahr) fällt übers Jahr verteilt.

## Bevölkerungsentwicklung
| Jahr      | 1857  | 1900  | 1950  | 2000  | 2021  |
| Einwohner | 5.601 | 5.701 | 4.972 | 4.256 | 5.037 |

Trotz der Reblauskrise im Weinbau und der Mechanisierung der Landwirtschaft ist die demografische Situation der Gemeinde im Wesentlichen konstant geblieben.

## Wirtschaft
Jahrhundertelang lebten die Bewohner des Ortes direkt oder indirekt (als Händler oder Handwerker) von der Landwirtschaft. Der Weinbau spielte im 19. Jahrhundert bis zum Ausbruch der Reblauskrise eine große wirtschaftliche Rolle. Heute wird die Landwirtschaft vermehrt durch kleinere Industriebetriebe in der Ortschaft abgelöst, aber auch die Mandelbaumplantagen und die Weine der Umgebung (Denominación de Origen Campo de Borja) tragen wieder zur wirtschaftlichen Erstarkung der Stadt bei.

## Geschichte
Die Ursprünge der heutigen Kleinstadt gehen sehr wahrscheinlich auf das aus der Antike überlieferte keltiberische Castrum Bursau zurück, das bereits im 5. Jahrhundert v. Chr. existierte und später ein eigenes Münzprägerecht besaß. Nach der Eroberung der Iberischen Halbinsel durch die Römer im 2. und 1. Jahrhundert v. Chr. unterlag Bursau der Jurisdiktion von Saragossa (Caesaraugusta). Aus westgotischer Zeit wurden bislang keine Relikte gefunden. Eine neue Epoche brach zu Beginn des 8. Jahrhunderts mit der Ankunft des Islam an; der Ort hieß in dieser Zeit Burya, was so viel wie „Turm“ oder „Festung“ bedeutet. Die Rückeroberung (reconquista) durch die Christen im Jahr 1120 ging sehr wahrscheinlich relativ friedlich vonstatten – die Muslime mussten jedoch ihre Häuser innerhalb der Stadtmauern verlassen und sich davor (extramuros) ansiedeln. Viele nahmen in der Folgezeit (wieder) den christlichen Glauben an; die übrigen wurden im beginnenden 16. Jahrhundert und unter Philipp III. durch den Herzog von Lerma in den Jahren 1609–1615 vertrieben.

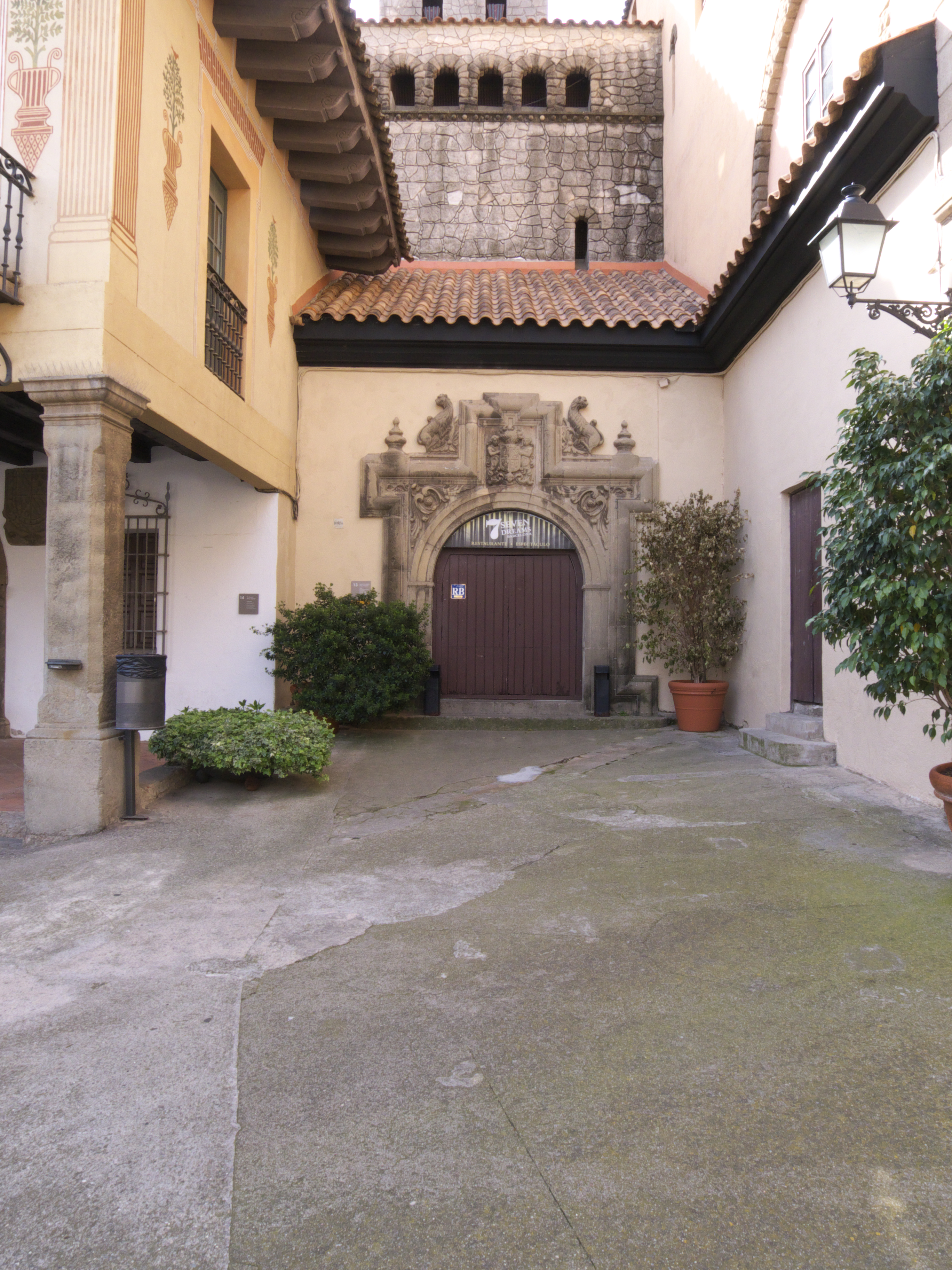
Casa de los Angulo

Im 15. Jahrhundert begannen Grenzstreitigkeiten zwischen dem expandierenden Königreich Kastilien und dem Königreich Aragón. Aufgrund seiner strategisch wichtigen Lage unweit der Grenze zu Kastilien erhielt Borja im Jahr 1438 von König Alfons V. von Aragón die Stadtrechte. Durch die Eheschließung zwischen Isabella I. von Kastilien und Ferdinand II. von Aragón im Jahre 1469 wurden die innerspanischen Konflikte beigelegt und Stadt und Land erlebten eine kulturelle und wirtschaftliche Blütezeit. Im Spanischen Erbfolgekrieg (1701–1714) geriet Borja zwischen die Fronten der Bourbonen und der Habsburger und wurde im Jahr 1706 von der aragonesischen Artillerie beschossen und eingenommen. Nach dem Ende des Krieges wurde die teilweise zerstörte Stadt vom Bourbonenkönig Philipp V. mit diversen Ehrungen bedacht – so erhielt das Stadtwappen zusätzlich zu Turm und Stier einen Löwen und eine Lilie sowie ein Spruchband mit der Aufschrift Saqueada por ser siempre fidelísima (‚gebrandschatzt weil immer treu‘).

## Sehenswürdigkeiten

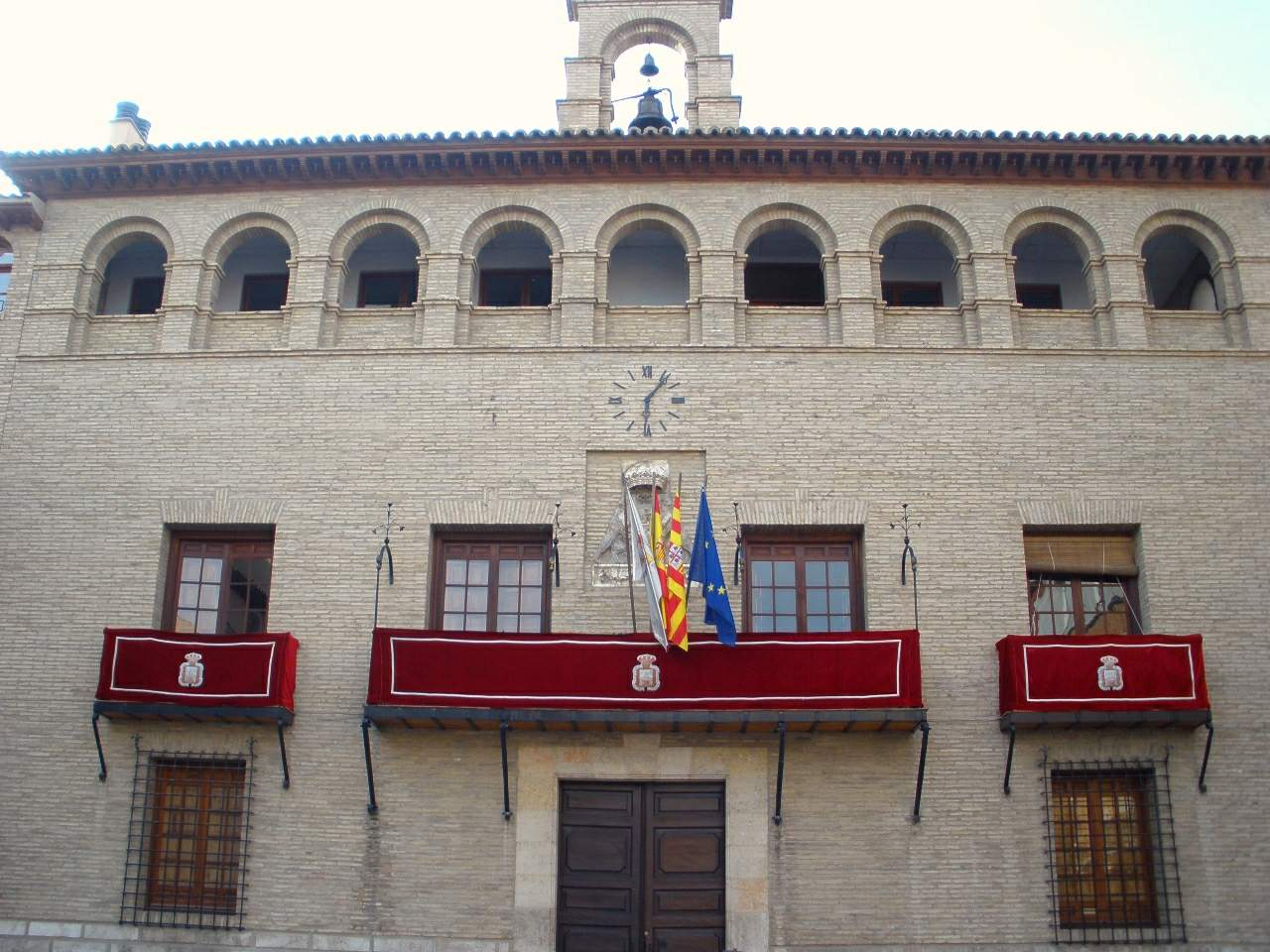
Ayuntamiento

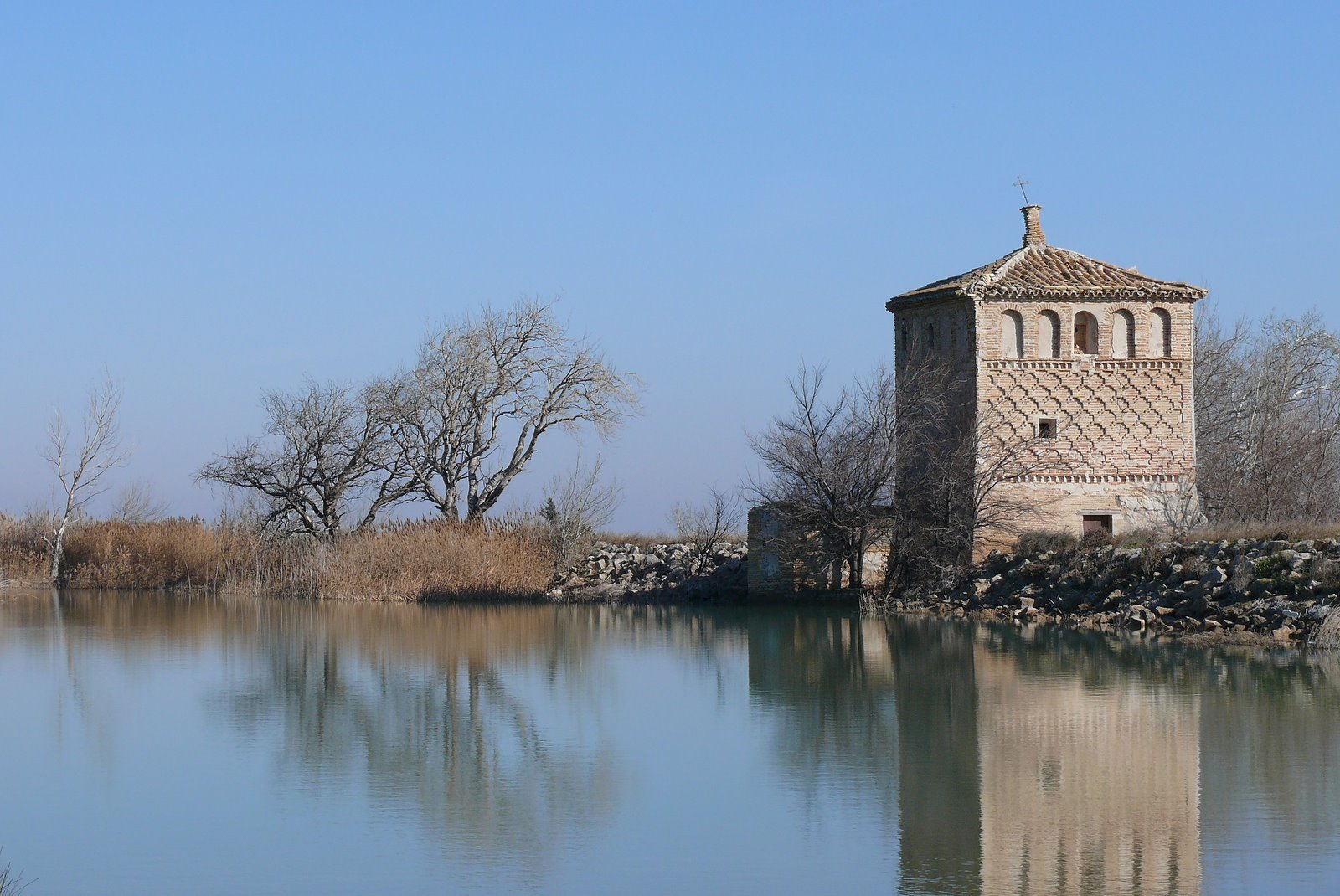
Casa de la Estanca

- Der die Stadt dominierende Felsen wurde seit keltiberischer Zeit als Festung genutzt und diverse Male durch zusätzlich Anlagen befestigt. Das meiste davon ist allerdings im Lauf der Jahrhunderte verschwunden.
- Auf der Südseite des Burgbergs sind mehrere Felsenkeller (bodegas) in das bröselige Gestein hineingetrieben worden.
- Das ganz aus Ziegelsteinen erbaute Rathaus (ayuntamiento) befindet sich in einem Palast der Krone Aragóns aus den Jahren 1532–1534. Der durch drei unterschiedlich gestaltete Geschosse gekennzeichnete Bau ist von einem Glockengiebel (espadaña) bekrönt, wie er ansonsten nur Kirchenbauten vorbehalten war. Das von zwei großen Löwen gehaltene und von einer Krone bedeckte steinerne Wappen über dem Portal stammt aus dem 18. Jahrhundert.
- In den engen Gassen der Oberstadt finden sich mehrere Stadtpaläste mit Wappenschilden des 15. bis 17. Jahrhunderts.
- Wichtigste Kirche von Borja ist die im Jahre 1445 von Papst Eugen IV. in den Rang einer Kollegiatkirche erhobene Iglesia de Santa María. In ihr verbinden sich spätgotische mit neoklassizistischen Elementen des 19. Jahrhunderts. Von besonderer Bedeutung sind mehrere hölzerne Altarretabel (retablos).
- Von der spätromanischen Kirche San Miguel ist nur noch die gewölbte Apsis erhalten; der von einem hölzernen Satteldach bedeckte eigentliche Kirchenbau erhielt über die Jahrhunderte ein völlig anderes Aussehen – im 15. Jahrhunderten wurden beispielsweise die gotischen Seitenkapellen angebaut, wodurch der Kirchenraum insgesamt geöffnet wurde. Seit Ende der 1980er Jahre beherbergt die Kirche das Archäologische Museum der Stadt mit zahlreichen Exponaten.
- Unmittelbar daneben stehen die Gebäude des im Mudéjar-Stil aus Ziegelsteinen erbauten Convento de Santa Clara, der erst im Jahr 1693 eine eigene Kirche erhielt. Bis dahin war das Nonnenkloster mit der Kirche San Miguel verbunden – seit 1608/9 über eine halbkreisförmige durchbrochene Schranke (celosia).

Umgebung
- Etwa 6 km nordöstlich der Stadt steht am Ufer eines künstlich gestauten Sees die Casa de la Estanca – ein Bau aus der ersten Hälfte des 16. Jahrhunderts im Mudéjar-Stil, in welchem im Frühjahr und Sommer der Wächter über die Wasserverteilung lebte. Im Jahr 2012 ist der Bau komplett restauriert worden.

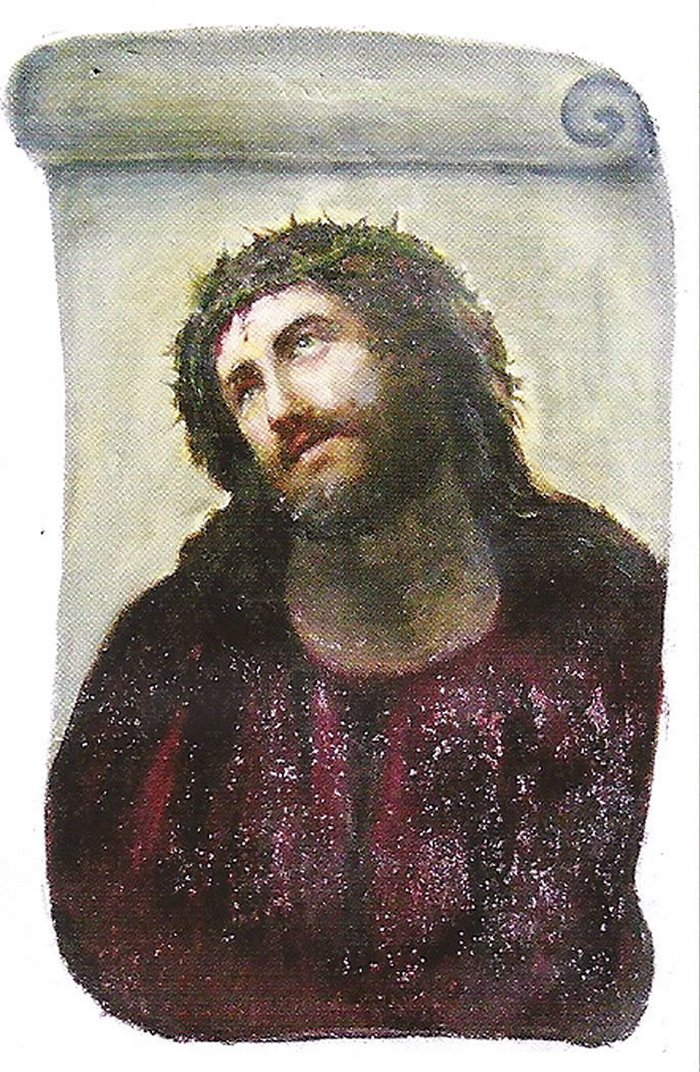
„Ecce homo“ von Elías García Martínez vor der „Restaurierung“

## „Ecce homo“ von Borja
Borja erlangte 2012 internationale Aufmerksamkeit, als die damals 81-jährigen Rentnerin Cecilia Giménez aus eigener Initiative ein Fresco aus dem 19. Jahrhundert in der Einsiedlerkirche (ermita) Santuario de Misericordia restaurieren wollte. Die „Ecce homo“-Darstellung ist ein Werk des Künstlers Elías García Martínez (1858–1934).
Die Rentnerin wollte spontan die durch Abblättern beschädigte Wandmalerei ausbessern. Wie berichtet wurde, geschah dies in guter Absicht, aber ohne Erlaubnis der zuständigen Stellen. Die unsachgemäße Restaurierung der Jesus-Darstellung fügte dem Werk erhebliche Schäden zu. Experten wurden anschließend mit der Rettung des Werks beauftragt. Laut der Nachrichtenagentur EFE ist die Wiederherstellung allerdings überaus schwierig.
Die ungeschickte Übermalung sorgte für großes Aufsehen über die spanischen Grenzen hinaus. Das verunstaltete Bild wurde von der Presse wahlweise als „Monchhichi“ oder „aufgeblasener Igel“ verspottet und wurde zu einem Internetphänomen. Spaßvögel montierten es in andere Bilder von Prominenten und Kunstwerken hinein und druckten es in Anlehnung an Che Guevara sogar auf Kleidungsstücke. Der Hype sorgte für einen unerwarteten Touristenboom unter dem Motto ¡Viva La Restauración!, der so groß wurde, dass die Stadt beschloss, die zuerst geschmähte Rentnerin an den Einnahmen zu beteiligen.

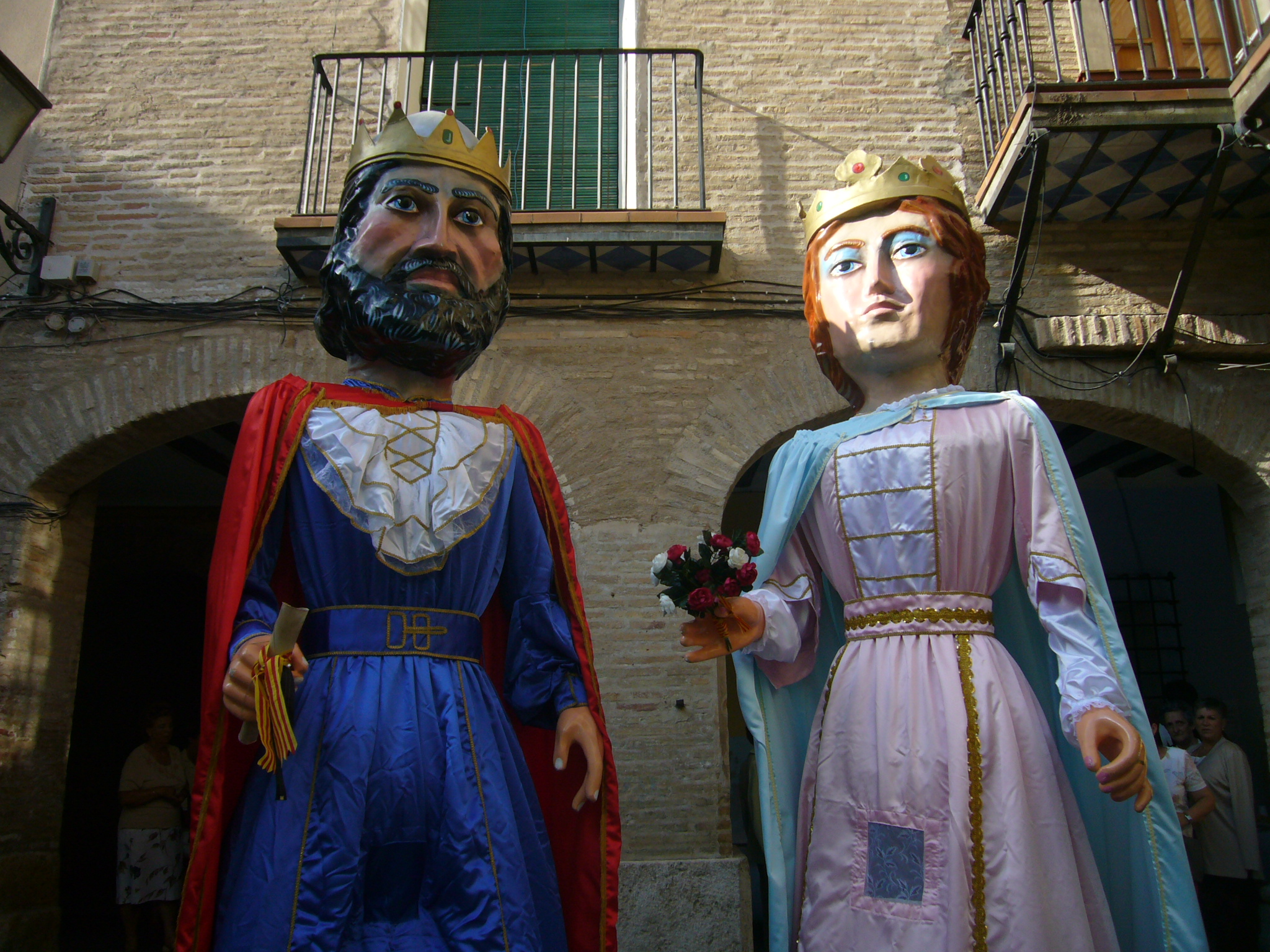
Gigantes – Rey y Reina

## Feste
In der 3. oder 4. Septemberwoche finden Umzüge mit den in vielen Orten Spaniens und Kataloniens so beliebten Figuren der Gigantes y Cabezudos statt. Die Gigantes sind etwa 3 bis 4 Meter groß und wiegen ca. 40 kg; sie stellen Gestalten der spanischen Geschichte (z. B. die Katholischen Könige Isabella und Ferdinand) dar. Die Cabezudos haben lediglich große bemalte Köpfe aus Drahtgeflecht und Pappmaschee oder in Gips getränkten Tüchern; sie fungieren als Hofstaat. Einige der Figuren stammen noch aus dem 19. Jahrhundert und wurden kürzlich restauriert.

## Persönlichkeiten
- Vicente Casanova y Marzol (1854–1930), Kardinalpriester, Erzbischof von Granada
- Juan José Nogués (1909–1998), Fußballtorwart und -trainer

## Partnergemeinden
- Jurançon, Béarn (Frankreich)
- Lisle-sur-Tarn, Albigeois (Frankreich)